# Rhamphomyia lautereri
Rhamphomyia lautereri är en tvåvingeart som beskrevs av Bartak 1981. Rhamphomyia lautereri ingår i släktet Rhamphomyia och familjen dansflugor. Inga underarter finns listade i Catalogue of Life.